# George Grey, II conde de Kent
George Grey, II conde de Kent y V barón Grey de Ruthyn (1454-25 de diciembre de 1505) fue el hijo de Edmund Grey, I conde de Kent y Lady Katherine Percy. Ostentó el condado familiar entre 1490 y 1505.

## Biografía
George nació como el segundo hijo de los condes de Kent, pasando a ser el primogénito superviviente a la muerte de Anthony Grey. En julio de 1483, Ricardo III le nombró caballero de la Orden del Baño. Fue Justicia de Paz por Huntingdonshire desde 1480, por Bedfordshire desde 1483, por Buckinghamshire desde 1494 y por Kent desde 1496.
Grey luchó por Enrique VII en la batalla de Stoke Field el 16 de junio de 1487, en contra de Lambert Simnel. En 1491, fue encargado de recaudar los impuestos de Bedfordshire para la guerra contra Francia. Volvió a lucha en el ejército real el 17 de junio de 1497, diez años después de Stoke Field, venciendo a los rebeldes de Cornualles en la Batalla del Puente Deptford.
Grey murió en diciembre de 1505 en Ampthill. Eses mismo año había atendido a la corte durante la visita de Felipe I de Castilla (1504 - 1506). Una carta de William Makefyr a Robert D'arcy y Giles Arlington, fechada el 17 de enero de 1506, explicaba la partición reseñable de Kent en unas justas poco mantes de morir.

## Familia
Grey se casó con Lady Ana (m. 30 de julio de 1489), hija de Ricardo Woodville, I conde de Rivers, y Jacquetta de Luxemburgo. Tuvieron un único hijo:
- Richard Grey, III conde de Kent (1481–1524).

Grey volvió a casarse con Catherine (m. 1506), hija de William Herbert, I conde de Pembroke y Anne Devereux. Tuvieron cuatro hijos:
- Lady Anne Grey (1490–1545). Se casó con John Hussey, I barón Hussey de Sleaford.
- Henry Grey, IV conde de Kent (c. 1495 – 1562).
- George Grey.
- Anthony Grey. Abuelo paterno de Anthony Grey, IX conde de Kent

- Datos: Q4160474